# Bill Robinson (cestista)
William Edward Robinson, detto Bill (Chemainus, 2 febbraio 1949 – Duncan, 8 febbraio 2020), è stato un cestista canadese.

## Carriera
Con il Canada ha disputato i Giochi olimpici di Montréal 1976 e due edizioni dei Campionati mondiali (1970, 1974).